# شعار سانت هيلينا
أعتمد شعار سانت هيلينا رسميا في يوم 30 كانون الثاني - يناير من سنة 1984 م .